# جيك بوتشر
جيك بوتشر (بالإنجليزية: Jake Butcher)‏ هو شخصية أعمال أمريكي، ولد في 8 مايو 1936 في مقاطعة مقاطعة في الولايات المتحدة، وتوفي في 19 يوليو 2017 في أتلانتا في الولايات المتحدة.